# Han Tianyu
Han Tianyu (cinese: 韩天宇; Liaoning, 3 giugno 1996) è un pattinatore di short track cinese.

## Palmarès

### Olimpiadi
- 3 medaglie:
  - 2 argenti (1500 m a Soči 2014 e 5000 m staffetta a Pyeongchang 2018);
  - 1 bronzo (5000 m staffetta a Soči 2014).

### Campionati mondiali
- 7 medaglie:
  - 4 ori (5000 m staffetta a Moscow 2015; classifica generale, 1500 m e 5000 m staffeta a Seoul 2016)
  - 2 argenti (1500 m a Montreal 2014; 5000 m staffeta a Rotterdam 2017)
  - 1 bronzo (500 m a Moscow 2015)

### Campionati mondiali juniores
- 7 medaglie:
  - 2 ori (1000 m e 1500 m a Varsavia 2013)
  - 4 argenti (500 m e 3000 m staffetta a Melbourne 2012; 500 m e classifica generale a Varsavia 2013)
  - 1 bronzo (classifica generale a Melbourne 2012).